# Cibel-Cebon
Cibel-Cebon is een wielerploeg die een Belgische licentie heeft. Het team heeft een UCI-licentie sinds 2014 als continentaal team, maar bestond voordien al als club team. Gaspard Van Peteghem is, naast zijn functie als Schepen voor de stad Sint-Niklaas, de manager van dit Continentaal Team.
Anno 2024, is deze wielerploeg terug te vinden in het elite zonder contract circuit!

## Renners 2018
| Naam              | Geboortedatum     | Nationaliteit | Team 2017                      |
| ----------------- | ----------------- | ------------- | ------------------------------ |
| Roy Jans          | 15 september 1990 | België        | WB-Aqua Protect-Veranclassic   |
| Dieter Bouvry     | 31 juli 1992      | België        | Pauwels Sauzen-Vastgoedservice |
| Jimmy Janssens    | 30 mei 1989       | België        | Cibel-Cebon                    |
| Dennis Coenen     | 13 november 1991  | België        | Cibel-Cebon                    |
| Timothy Stevens   | 26 maart 1989     | België        | Pauwels Sauzen-Vastgoedservice |
| Gianni Marchand   | 1 juni 1990       | België        | Cibel-Cebon                    |
| Brecht Ruyters    | 14 mei 1993       | België        | Cibel-Cebon                    |
| Lennert Teugels   | 9 april 1993      | België        | United CT Sint-Truiden         |
| Stijn De Bock     | 30 september      | België        | Cibel-Cebon                    |
| Jan Reynaerts     | 30 juli 1997      | België        | Cibel-Cebon                    |
| Wim Reynaerts     | 12 mei 1995       | België        | Cibel-Cebon                    |
| Robby Cobbaert    | 27 december 1990  | België        | Cibel-Cebon                    |
| Michiel Dieleman  | 29 april 1990     | België        | Cibel-Cebon                    |
| Alexander Cools   | 13 april 1994     | België        | Cibel-Cebon                    |
| Johannes De Paepe | 5 oktober 1992    | België        | Cibel-Cebon                    |
| Cedric Raymackers | 19 juni 1992      | België        | Team Differdange-Losch         |

### Overwinningen
| Wedstrijd                                                    | Datum            | Categorie                    | Winnaar         |
| ------------------------------------------------------------ | ---------------- | ---------------------------- | --------------- |
| Wereldbeker mountainbike 2014, Albstadt                      | 1 juni 2014      | Crosscountry Eleminator, MTB | Fabrice Mels    |
| Wereldbeker mountainbike 2014, Méribel                       | 22 augustus 2014 | Crosscountry Eleminator, MTB | Fabrice Mels    |
| WK Crosscountry Eleminator                                   | 2 september 2014 | Crosscountry Eleminator, MTB | Fabrice Mels    |
| Belgisch kampioenschap wielrennen voor elite zonder contract | 31 juli 2015     | Elites zonder Contract       | Joeri Stallaert |
| Le Tour de Savoie Mont Blanc Etappe 1                        | 15 juni 2017     | UCI 2.2                      | Jimmy Janssens  |
| Le Tour de Savoie Mont Blanc Etappe 3                        | 17 juni 2017     | UCI 2.2                      | Kevin De Jonghe |
| Kreiz Breizh Elites Etappe 1                                 | 29 juli 2017     | UCI 2.2                      | Joeri Stallaert |
| Belgisch kampioenschap wielrennen voor elite zonder contract | 13 augustus 2017 | Elites zonder Contract       | Stijn De Bock   |
| Circuit des Ardennes Etappe 2                                | 7 april 2018     | UCI 2.2                      | Roy Jans        |
| Parijs-Mantes-en-Yvelines                                    | 29 april 2018    | UCI 1.2                      | Gianni Marchand |
| Flèche du Sud Etappe 4                                       | 12 mei 2018      | UCI 2.2                      | Jimmy Janssens  |
| Flèche du Sud General Classification                         | 13 mei 2018      | UCI 2.2                      | Gianni Marchand |
| Dwars door de Vlaamse Ardennen                               | 9 juni 2018      | UCI 1.2                      | Robby Cobbaert  |
| Kreiz Breizh Elites Etappe 3                                 | 29 juli 2018     | UCI 2.2                      | Jimmy Janssens  |